# Bibiyergou
Bibiyergou (auch: Bibigorgou, Bibiyargou) ist eine Landgemeinde im Departement Tillabéri in Niger.

## Geographie
Bibiyergou liegt in der Sahelzone nordwestlich von der Regionalhauptstadt Tillabéri. Die Nachbargemeinden sind Anzourou und Dessa im Norden, Sakoïra im Süden und Sinder im Westen.
Bei den Siedlungen im Gemeindegebiet handelt es sich zwei Dörfer und sechs Lager. Der Hauptort der Landgemeinde ist Bibiyergou.

## Geschichte
Das Gebiet von Bibiyergou gelangte 1899 als Teil des neu geschaffenen Kreises Sinder unter französische Militärverwaltung. Im Jahr 1905 wurde der Ort dem neuen Militärterritorium Niger angeschlossen.
Als Verwaltungseinheit entstand die Landgemeinde Bibiyergou 2002 bei einer landesweiten Verwaltungsreform. Dabei wurde das Territorium des Kantons Tillabéri/Sakoïra auf die Gemeinden Bibiyergou, Sakoïra und Tillabéri aufgeteilt. Der ursprüngliche Vorschlag der in diesem Gebiet lebenden Tuareg-Gruppe Rhattafan lautete, das Dorf Tondia der Landgemeinde Dessa zum Hauptort einer eigenen Rhattafan-Gemeinde zu machen. Dies wurde von der zuständigen ministeriellen Kommission jedoch abgelehnt. Tondia verblieb bei Dessa und die Rhattafan erhielten stattdessen Bibiyergou als von ihnen dominierte neue Landgemeinde.
Ein solarenergiebetriebenes Wasserversorgungssystem auf Basis von Grundwasser wurde 2015 im Hauptort installiert. Der staatliche Stromversorger NIGELEC elektrifizierte den Hauptort im Jahr 2018.

## Bevölkerung
Bei der Volkszählung 2012 hatte die Landgemeinde 1853 Einwohner, die in 241 Haushalten lebten. Bei der Volkszählung 2001 betrug die Einwohnerzahl 2187 in 293 Haushalten.
Im Hauptort lebten bei der Volkszählung 2012 644 Einwohner in 91 Haushalten, bei der Volkszählung 2001 1107 in 149 Haushalten und bei der Volkszählung 1988 1645 in 261 Haushalten.

## Politik
Der Gemeinderat (conseil municipal) hat 11 gewählte Mitglieder. Mit den Kommunalwahlen 2020 sind die Sitze im Gemeinderat wie folgt verteilt: 5 MNSD-Nassara, 4 PNDS-Tarayya und 2 MPN-Kiishin Kassa.
Jeweils ein traditioneller Ortsvorsteher (chef traditionnel) steht an der Spitze der beiden Dörfer in der Gemeinde.

## Wirtschaft und Infrastruktur
Die Gemeinde liegt am Nordrand einer Zone, in der Regenfeldbau betrieben wird. Beim Centre de Formation aux Métiers de Bibiyergou (CFM Bibiyergou) handelt es sich um ein Berufsausbildungszentrum.